# Jan Mlakar
Jan Mlakar (* 23. Oktober 1998 in Ljubljana) ist ein slowenischer Fußballspieler auf der Position eines Stürmers. Seit August 2023 steht der slowenische Nationalspieler bei Pisa SC unter Vertrag.

## Vereinskarriere

### Karrierebeginn in der Heimat
Jan Mlakar wurde am 23. Oktober 1998 in der slowenischen Hauptstadt Ljubljana geboren und begann seine Karriere als Fußballspieler in seiner Geburtsstadt beim Lokalklub NK Alfa, dem er bis 2008 angehörte. Danach schaffte er es in die Nachwuchsabteilung des NK Domžale aus der Stadt Domžale, einige Kilometer nordöstlich von Ljubljana. Hier fiel er durch seine außerordentliche Torgefährlichkeit auf; so erzielte er in der Saison 2012/13 für die U-15-Mannschaft seines Vereines 32 Tore in 24 Meisterschaftsspielen und wurde in dieser Spielzeit auch regelmäßig in der 1. Slovenska Kadetska Liga, der slowenischen U-17-Liga, eingesetzt. Sein Debüt in der Liga gab er am 24. Oktober 2012, einen Tag nach seinem 14. Geburtstag. Bis zum Saisonende hatte er es auch in dieser Liga auf zehn Einsätze und drei Treffer gebracht. Eine ähnliche Bilanz wie bei der U-15-Mannschaft gelang ihm in der darauffolgenden Saison 2013/14 auch mit der in der 1. Slovenska Kadetska Liga antretenden Mannschaft, für die er in 26 Ligaspielen 22 Tore beisteuerte. Erst in der nachfolgenden Spielzeit 2014/15 gab er sein Debüt in der höchsten Juniorenmannschaft des Klubs. Bei seinem Debütspiel in der 1. Slovenska Mladinska Liga, einem 2:2-Heimremis gegen den Nachwuchs des FC Koper am 16. August 2014, war Mlakar noch 15 Jahre alt. Auch hier schaffte er es rasch in die Stammformation und hatte in der Winterpause, als er den Verein verließ, neun Treffer aus 13 Ligaspielen zu Buche stehen.

### Wechsel nach Italien
In der Winterpause 2014/15 wurde Mlakar für eine kolportierte Ablösesumme von einer Million Euro an den italienischen Erstligisten AC Florenz abgegeben, wo er anfangs im Nachwuchs eingesetzt und über diesen an die Profimannschaft herangeführt werden sollte. Bei den Italienern fand er zuerst in der U-17-Mannschaft Berücksichtigung und trug sich noch in der restlichen Saison 2014/15 mehrmals als Torschütze ein, obgleich er zu verhältnismäßig wenigen Einsätzen kam. In der Campionato Primavera, der höchsten italienischen Nachwuchsfußballliga, saß er bereits in dieser Saison uneingesetzt auf der Ersatzbank. Spätestens in der darauffolgenden Saison 2015/16 feierte der junge Slowene seinen Durchbruch im Primavera-Team der Florentiner. Nachdem er im Drittrundenspiel gegen Trapani Calcio debütierte, hatte er nach nur drei absolvierten Meisterschaftsspielen bereits sechs Tore erzielt. Bis zur 14. Meisterschaftsrunde Mitte Januar 2016 hatte er jedes Spiel absolviert und kam dabei auf eine Bilanz von elf Treffern in ebenso vielen Spielen.
Danach nahmen seine Ligaeinsätze bis Anfang April weitgehend ab; in der Zwischenzeit brachte er es in der Campionato Primavera lediglich auf einen Einsatz als Ersatzspieler. Erst ab Anfang April gehörte er bis zum Saisonende einen Monat später wieder zur Stammformation der von Federico Guidi trainierten Mannschaft. Bei 17 Meisterschaftsspielen in der Saison 2015/16 brachte es der slowenische Offensivakteur auf 14 Tore. Des Weiteren wurde er auch in der Finalrunde nach der regulären Saison eingesetzt. Beim 1:0-Heimsieg über Chievo Verona erzielte er den einzigen Treffer seiner Mannschaft und musste den Rasen kurz vor Spielende aufgrund einer roten Karte vorzeitig verlassen. Daraufhin war er für das Zweitrundenspiel gegen den FC Turin, das in einer Niederlage im Elfmeterschießen und dem damit verbundenen Ausscheiden seiner Mannschaft aus der Finalrunde endete, gesperrt. Außerdem brachte es Mlakar in dieser Saison zu Kurzeinsätzen im Torneo di Viareggio, in dem er mit der Mannschaft im Viertelfinale gegen die Jugend von Inter Mailand ausschied, sowie zu Einsätzen in der Coppa Italia Primavera, in der das Team im Halbfinale gegen Juventus Turin unterlag.
2016/17 war der Mittelstürmer abermals Stammspieler des Primavera-Teams, für das er es in 22 Ligaspielen auf zwölf Tore und vier Assists brachte. Mitunter trat er sogar als Mannschaftskapitän in Erscheinung und absolvierte auch alle drei Spiele seiner Mannschaft in der nachfolgenden Finalrunde, in der das Team erst im Finale dem Primavera-Team von Inter Mailand knapp mit 1:2 unterlag. Des Weiteren absolvierte er alle sechs Spiele seiner Mannschaft in der Coppa Italia Primavera, in der er drei Tore beisteuerte und mit dem Team abermals im Halbfinale ausschied. Beim Torneo di Viareggio ereilte die Mannschaft bereits im Achtelfinale gegen die US Sassuolo eine Niederlage, was zum frühzeitigen Ausscheiden aus dem Wettbewerb führte. Aufgrund seiner Leistungen in der Primavera schaffte Mlakar zu Jahresbeginn 2017 den Sprung in den Profikader und saß beim 2:1-Auswärtssieg des AC Florenz über Delfino Pescara 1936 am 1. Februar erstmals in einem Pflichtspiel des Profiteams uneingesetzt auf der Ersatzbank. Nach einem weiteren Spiel ohne Einsatz eine Woche später, gehörte er ab der 31. Meisterschaftsrunde der Serie A 2016/17 zum erweiterten Profikader. Am 30. April 2017 gab er seine Serie-A-Debüt, als er bei der 0:2-Auswärtsniederlage gegen die US Palermo in der 70. Spielminute für seinen Landsmann Josip Iličić eingewechselt wurde. Weitere Pflichtspieleinsätze für die Profimannschaft sollten in dieser Saison jedoch nicht mehr folgen. 

### Als Leihspieler in Venedig und Rückkehr nach Slowenien
Noch in der Sommerpause vor dem Start der Saison 2017/18 wurde der slowenische Angriffsspieler bis Jahresende an den Serie-B-Aufsteiger FC Venedig verliehen. Unter Filippo Inzaghi, dem Cheftrainer des mit Finanzproblemen behafteten und in den letzten Jahren mehrmals neu gegründeten Klubs, fand Mlakar jedoch ebenfalls kaum Berücksichtigung. Zwar gehörte er über den Großteil des Jahres 2017 zum erweiterten Kader, brachte es aber nur selten zu Einsätzen von der Ersatzbank. Am 4. November gab er sein Serie-B-Debüt, als er gegen Brescia Calcio ab der 86. Spielminute für seinen Landsmann Siniša Anđelković auf den Rasen kam. Im Dezember absolvierte er zweit weitere wenige Minuten dauernde Kurzeinsätze und saß die meiste Zeit uneingesetzt auf der Ersatzbank. In der Coppa Italia 2017/18 schied das Team noch früh in der zweiten Runde gegen den Drittligisten Pordenone Calcio aus. Nach der einmonatigen Winterpause saß er im ersten Spiel im Januar wieder auf der Ersatzbank der Venezianer und wechselte nur wenige Tage später zurück in seine Heimat, wo er sich dem amtierenden Meister NK Maribor anschloss. Sein Vertrag wurde in beidseitigem Einvernehmen aufgelöst, wodurch es ihm möglich war ablösefrei zu wechseln. Der AC Florenz sicherte 50 % der Einnahmen im Falle eines Weiterverkaufs Mlakars.
Beim zu diesem Zeitpunkt tabellenführenden NK Maribor debütierte er am 25. Februar 2018 bei einem 0:0-Heimremis gegen den NK Aluminij in der Slovenska Nogometna Liga, der höchsten Fußballliga des Landes, als er von Trainer Darko Milanič von Beginn an eingesetzt und in der 65. Minute durch Jasmin Mešanović ersetzt wurde. Danach verpasste er fünf aufeinanderfolgende Meisterschaftsspiele und wurde erst langsam wieder an die Mannschaft herangeführt. Bei einem 5:0-Auswärtssieg über den NK Triglav, als er über die vollen 90 Minuten durchspielte, war er einer der Hauptleistungsträger seiner Mannschaft, wobei er ein Tor selbst erzielte und weitere drei für seine Teamkameraden vorbereitete. Auch in den drei nachfolgenden Spielen galt er als offensiv gefährlich, wobei er zwei Tore und ebenso viele Torvorlage beisteuerte. Nachdem er daraufhin abermals ein Ligaspiel versäumte, wurde er zwar bis zum Ende der Slovenska Nogometna Liga 2017/18 in allen weiteren Meisterschaftspartien eingesetzt, spielte jedoch nur mehr eine untergeordnete Rolle und spielte kein einziges Match mehr über die vollen 90 Minuten durch. Am Saisonende rangierte er mit dem NK Maribor auf dem zweiten Tabellenplatz, punktegleich mit dem NK Olimpija Ljubljana, der jedoch, aufgrund der mehr erzielten Auswärtstore im direkten Vergleich, den Meistertitel gewann und Maribor als Vizemeister feststand. Bis zum Saisonende hatte es Mlakar bei zwölf Einsätzen auf drei Tore und sechs Assists gebracht.

### Europa-League-Qualifikation mit Maribor, Durchbruch in der SNL und Wechsel nach England
Die Spielzeit 2018/19 begann der 19-jährige Mittelstürmer mit der Mannschaft in der 1. Qualifikationsrunde zur UEFA Europa League 2018/19 gegen den FK Partizani Tirana aus Albanien. Im Hinspiel als Ersatzspieler im Einsatz absolvierte er das Rückspiel von Beginn an, ehe er in der 77. Spielminute ausgewechselt wurde. In der zweiten Qualifikationsrunde gegen Tschichura Satschchere saß er daraufhin ohne Einsatz auf der Ersatzbank und wurde auch in der dritten Qualirunde erst im Rückspiel gegen die Glasgow Rangers als Ersatzspieler eingesetzt. Mit der Mannschaft schied er am Ende dieser Partie mit einem Gesamtscore 1:3 aus dem Wettbewerb aus. In der Liga lief es für den Offensivakteur in der Slovenska Nogometna Liga 2018/19 viel besser. Milanič setzte ihn von Saisonbeginn an in der Startformation ein, wobei Mlakar bis zur Winterpause bei 16 Ligaeinsätzen auf neun Tore und zwei Torvorlagen kam. In ebendieser Winterpause trat der Premier-League-Klub Brighton & Hove Albion an den 20-jährigen Mittelstürmer heran und verpflichtete ihn für die nächsten dreieinhalb Jahre (bis 30. Juni 2022). Die kolportierte Ablösesumme betrug drei Millionen Euro, wobei – wie bereits erwähnt – 50 % an den AC Florenz gingen. Weiters kam es zu einer Vereinbarung, dass Mlakar selbst bei einem nächsten Transfer 10 % seiner Ablösesumme erhalten soll. Damit wurde er der teuerste Verkauf in der Geschichte des NK Maribor, sowie nach Ezekiel Henty, der im Februar 2016 vom NK Olimpija Ljubljana zu Lokomotive Moskau für eine kolportierte Ablösesumme von 5,5 Millionen Euro gewechselt war, der zweitteuerste Verkauf in der Geschichte der höchsten slowenischen Fußballliga.
Umgehend nach seinem Wechsel wurde Mlakar – zumindest bis Saisonende – wieder zurück an den NK Maribor verliehen. Von Anfang April bis Mitte Mai 2018 brachte er es auf zehn Meisterschaftseinsätze und vier -treffer für die Slowenen. Mit neun Punkten auf den amtierenden Meister und Pokalsieger NK Olimpija Ljubljana wurde er mit dem NK Maribor am Ende zum 15. Mal in dessen Vereinsgeschichte slowenischer Fußballmeister. Hinter dem Torschützenkönig Luka Zahović (18 Treffer) war er mit seinen 13 Toren aus 26 Spielen der zweiterfolgreichste Torschütze des NK Maribor in dieser Saison. Nachdem er mit der Mannschaft im Finale des slowenischen Fußballpokals 2018/19 Olimpija Ljubljana mit 1:2 unterlag, kehrte er im Anschluss umgehend wieder nach England zurück. Nachdem er noch mit Brighton auf deren Trainingslager in Österreich war, wurde daraufhin am 24. Juli 2019 sein leihweiser Wechsel bis zum Saisonende 2019/20 zum englischen Zweitligisten Queens Park Rangers bekanntgegeben. Bereits im ersten Saisonspiel saß Mlakar gegen Stoke City auf der Ersatzbank, wurde jedoch nicht von Mark Warburton berücksichtigt. Erst am 31. August erfolgte beim 2:1-Auswärtssieg über Sheffield Wednesday das Debüt des 20-jährigen Slowenen, als er in der 67. Spielminute für Nahki Wells auf den Rasen kam. Auch in den Wochen und Monaten danach fand Mlakar kaum Berücksichtigung und kam nur vereinzelt zu Kurzeinsätzen als Ersatzspieler. Im EFL Cup 2019/20, in dem er in beiden Partien seiner Mannschaft zum Einsatz gekommen war, schied er mit seinem Team bereits in der zweiten Runde nach einer 0:2-Niederlage gegen den Drittligisten FC Portsmouth frühzeitig aus.
Nachdem er mehr als zwei Monate nicht mehr zum Einsatz gekommen war und auch nicht mehr regelmäßig auf der Ersatzbank gesessen hatte, wurde er am 31. Januar 2020, dem letzten Tag der Transferperiode, zusammen mit seinem Mannschaftskollegen von Brighton, dem Innenverteidiger Leon Balogun, bis zum Saisonende an den ebenfalls in der Championship spielenden Klub Wigan Athletic verliehen. Erst am selben Tag war sein Leihvertrag bei den Queens Park Rangers gelöst worden. Nachdem er in den ersten drei Meisterschaftsspielen nach dem Wechsel gar nicht erst von Trainer Paul Cook berücksichtigt worden war, saß er erstmals am 15. Februar 2020, bei einem 2:2-Auswärtsremis gegen Cardiff City uneingesetzt auf der Ersatzbank der Latics. Bis der Spielbetrieb aufgrund der COVID-19-Pandemie im Vereinigten Königreich im März 2020 unterbrochen wurde, saß Mlakar zwar einige Mal auf der Ersatzbank, kam von dieser jedoch nicht zum Einsatz. Im Anschluss an die Leihe an Wigan Athletic wurde er erneut an NK Maribor verliehen. Im Juli 2021 wechselte er nach Kroatien zu Hajduk Split. Im Sommer 2023 wechselte er zu Pisa SC.

## Nationalmannschaftskarriere

### U-15, U-16 und U-17
Erste Erfahrungen in einer Nachwuchsnationalmannschaft des slowenischen Fußballverbandes sammelte Mlakar im Jahre 2013, als er in der slowenischen U-15-Nationalmannschaft zum Einsatz kam. Dabei debütierte er am 23. Mai bei einem Freundschaftsspiel gegen die Vereinigten Staaten und erzielte beim 2:1-Sieg seiner Mannschaft einen der beiden slowenischen Treffer. Nur wenig später absolvierte er im September 2013 zwei Länderspiele der U-16-Auswahl gegen die Alterskollegen aus Mazedonien und steuerte gleich drei Treffer bei. Noch torgefährlicher agierte er bei der slowenischen U-17-Nationalmannschaft, für die er im April 2014 in einem Freundschaftsspiel gegen die Schweiz debütierte. Beim 2:0-Sieg der Slowenen erzielte er bereits sein erstes Tor für die U-17-Junioren. Nach einem weiteren Einsatz gegen die Schweizer zwei Tage später, als er bei einem neuerlichen 2:1-Sieg abermals ein Tor schoss, vertrat er sein Heimatland beim Fudbalski Turnir Gradiška 2014, einem Turnier für Jugendnationalmannschaften in Gradiška im Norden von Bosnien und Herzegowina. Beim Turnier kam er in allen fünf Spielen seines Landes zum Einsatz und erzielte sechs Tore, davon drei beim 4:1-Sieg im Finale gegen Mexiko.
Am 19. September 2014 startete er mit den Slowenen in die Qualifikation zur U-17-Europameisterschaft 2015 und steuerte bei diesem 5:0-Sieg über die Türkei gleich vier Tore bei. Nachdem er in den beiden nachfolgenden Partien gegen Portugal und Nordirland torlos blieb und sich die Mannschaft dank eines zweiten Platzes in der Gruppe 6 für die darauffolgende Eliterunde der Qualifikation qualifizierte, konnte Mlakar im März 2015 in ebendieser abermals seine Torgefährlichkeit unter Beweis stellen. Den zwei Treffern beim 3:0-Sieg im ersten Spiel gegen Rumänien folgte Sloweniens einziger Treffer bei der 1:3-Niederlage gegen England, sowie das Siegtor beim 1:0-Erfolg über Norwegen im dritten Gruppenspiel. Mit einem zweiten Gruppenplatz in der Gruppe 6 der Eliterunde qualifizierte sich Slowenien für die im Mai 2016 in Bulgarien stattfindende EM-Endrunde. Mlakar selbst wurde mit acht Toren aus sechs Spielen Torschützenkönig dieser EM-Qualifikation. Damit endete auch seine Laufbahn in der U-17-Nationalmannschaft, für die er es bei 13 Länderspieleinsätzen auf 16 Tore gebracht hatte.

### U-18, U-19, U-21 und B-Nationalteam
Noch vor dem Start in die Eliterunde der U-17-EM-Qualifikation debütierte der junge Offensivakteur in der slowenischen U-18-Auswahl. Bei der 0:1-Niederlage gegen Serbien am 24. Februar 2015 wurde er vom slowenischen U-18-Nationaltrainer als Mannschaftskapitän über die ersten 41 Spielminuten eingesetzt. Im Mai nahm er mit der Mannschaft an der bereits erwähnten U-17-Europameisterschaft in Bulgarien teil – der slowenische Fußballverband wertet diese Spiele für die U-18-Auswahl – und absolvierte dort alle drei Gruppenspiele seines Heimatlandes. Als Letzter der Gruppe B mit null Punkten und einer Gesamttordifferenz von 0:3 schieden die Slowenen am Ende der Gruppenphase aus. In weiterer Folge kam Mlakar im August 2015 zu vier weiteren U-18-Länderspieleinsätzen, bei denen er insgesamt zwei Tore erzielte. Nur wenige Tage nach seinem letzten U-18-Länderspiel debütierte er in einem Freundschaftsspiel gegen die Slowakei für die slowenischen U-19-Junioren. Nach zwei von drei möglich gewesenen Einsätzen in der ersten Qualifikationsphase zur U-19-Europameisterschaft 2016 dauerte es knapp zehn Monate, ehe der Angriffsspieler wieder in einem Länderspiel der U-19-Nationalmannschaft auflief. Auf zwei Einsätze in freundschaftlichen Länderspielen gegen Polen Anfang September folgte im Oktober 2016 die erste Qualifikationsrunde U-19-EM 2017. Hierbei war Mlakar in allen drei Partien im Einsatz und steuerte jeweils einen Treffer im ersten und im letzten Gruppenspiel bei. Die Slowenen scheiterten auf dem dritten Platz der Gruppe 9 rangierend an einem Weiterkommen in die Eliterunde der Qualifikation.
Bereits Ende Mai 2016 gab der 1,83 m große Offensivspieler sein Debüt für Sloweniens U-21, als er in einem Freundschaftsspiel gegen Aserbaidschan auflief. Mit dem Team trat er in der erfolglosen Qualifikation zur U-21-Europameisterschaft an und absolvierte im Jahr 2017 alle fünf Spiele der Slowenen, wobei er in den Partien gegen Luxemburg und Montenegro je ein Tor erzielte.
Am 24. Januar 2019 debütierte Mlakar in einem freundschaftlichen Länderspiel gegen eine chinesische Auswahl in der B-Nationalmannschaft Sloweniens.

## Erfolge

### Vereinserfolge
mit dem AC Florenz Primavera
- Vizemeister der Campionato Primavera: 2016/17

mit dem NK Maribor
- Meister der Slovenska Nogometna Liga: 2018/19
- Finalist des Slowenischen Fußballpokals: 2018/19

### Individualerfolge
- Torschützenkönig der Qualifikation zur U-17-Europameisterschaft 2015: 8 Tore

## Familie
Mlakars jüngerer Bruder Luka ist ebenfalls Fußballprofi und debütierte 2025 im slowenischen Profifußball beim Jugendverein der beiden NK Domžale.